# Maud Linder
Maud Lydie Linder (* 27. Juni 1924; † 25. Oktober 2017) war eine französische Journalistin, Filmhistorikerin und Dokumentarfilmerin.

## Leben
Maud Linder wurde 1924 als einzige Tochter des Stummfilmstars Max Linder und seiner Frau Hélène Peters geboren. Ihre Eltern verübten im Oktober 1925 gemeinschaftlich Suizid. Sie wuchs bei ihren Großeltern auf, die ihr nur wenig über ihre Eltern berichteten.
Erst mit 20 Jahren sah sie erstmals einen Film ihres Vaters und beschloss, fortan seine Werke wieder der Öffentlichkeit zugänglich zu machen. In jahrelanger Kleinarbeit spürte sie rund 100 Filme ihres Vaters auf und restaurierte diese zum Teil. Einige der Filme galten zuvor als verschollen.
Daneben arbeitete sie seit den 1950er Jahren als Journalistin und war später auch beim Film tätig, unter anderem als Regieassistentin, hauptsächlich für Jean-Paul Le Chanois. 1963 drehte und produzierte sie den Dokumentarfilm In Gesellschaft Max Linders, der 1963 mit dem Étoile de Cristal als Bester Film ausgezeichnet wurde. Anlässlich des 100. Geburtstags ihres Vaters entstand 1983 der Dokumentarfilm Der Mann mit dem Seidenhut.
1990 organisierte sie ein Max Linder Festival im Musée d’Orsay. Im Jahr 2013 porträtierte Jean-Michel Meurice Linder in seinem Dokumentarfilm Max Linder – Mein Vater, der Filmstar.

## Filmografie (Auswahl)
- 1954: Papa, Mama, Katrin und ich (Papa, maman, la bonne et moi, Regieassistentin)
- 1954: Faites-moi confiance (Regieassistentin)
- 1955: Papa, Mama, meine Frau und ich (Papa, maman, ma femme et moi... Regieassistentin)
- 1961: Par-dessus le mur (Regieassistentin)
- 1963: In Gesellschaft Max Linders (En compagnie de Max Linder, Dokumentarfilm, Regisseurin und Produzentin)
- 1983: Der Mann mit dem Seidenhut (L'homme au chapeau de soie, Dokumentarfilm, Regisseurin, Drehbuchautorin und Produzentin)
- 2014: The Mystery of the King of Kinema (Dokumentarfilm, Darstellerin)

## Werke
- Les dieux du cinéma muet: Max Linder. Editions Atlas, Paris 1992, ISBN 978-2-7312-1255-6.
- Max Linder était mon père. Flammarion, Paris 1992, ISBN 978-2-08-066576-8.